# Vitre teintée

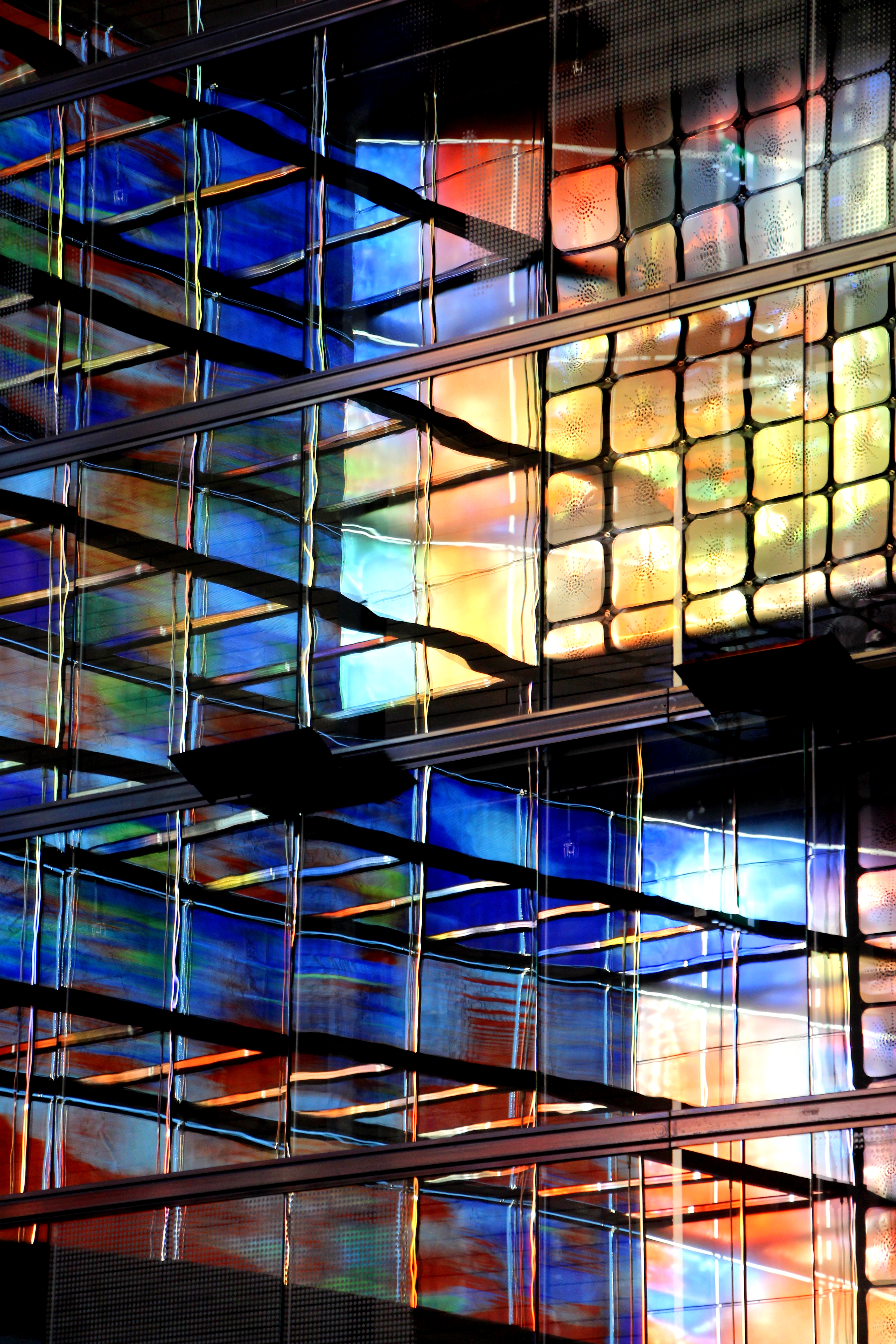
Baie vitrée teintée à l'Institut néerlandais de l'image et du son.

Les vitres teintées sont des vitres sur lesquelles des films polyesters multicouches ont été appliqués après fabrication, ou des vitres dont le verre a été coloré dès la fabrication.

## Historique
Créés par la NASA, en collaboration avec des fabricants de supports polyester, afin de pouvoir protéger efficacement les yeux et la peau des astronautes contre la nocivité des rayonnements solaires et gamma, ils ont permis aux astronautes de pouvoir sortir des couches protectrices de l'atmosphère sans être brûlés par ces rayons nocifs (infrarouges, ultraviolets).

## Avantages
Les vitres teintées sont désormais utilisées aussi bien pour l'habitat (bâtiment) que pour les véhicules motorisés. De plus, les filtres des films teintés utilisés permettent de réduire la consommation d'énergie (diminution de la chaleur l'été, conservation de la chaleur l'hiver), d'améliorer la confidentialité, de lutter contre le bris de glace (film de protection), d'embellir un vitrage (décoration, publicité).
Les traitements de vitrages peuvent également être utilisés dans des conditions extrêmes puisqu'ils agissent également comme des retardateurs d'effraction et diminuent la mortalité occasionnée par les bris de glace en cas d'explosion (film de protection anti Car-jacking).
Bientôt, certaines vitres teintées pourraient aussi produire de l'électricité grâce à un film photovoltaïque ou à un verre photovoltaïque.

## Précautions
L'application de ces films pour vitrages nécessite un diagnostic préalable pour le bâtiment permettant de définir la compatibilité entre le verre et le film polyester afin d'optimiser les rejets (définis en kilowatt).
Concernant les vitres avant des véhicules motorisés, les films teintés sont soumis à la législation du code de la route en France depuis le 1er janvier 2017 (nécessité de ne pas détériorer la vision du conducteur sur son environnement et des forces de l'ordre sur l'intérieur du véhicule).